# Dny české kultury (Bjelovar)

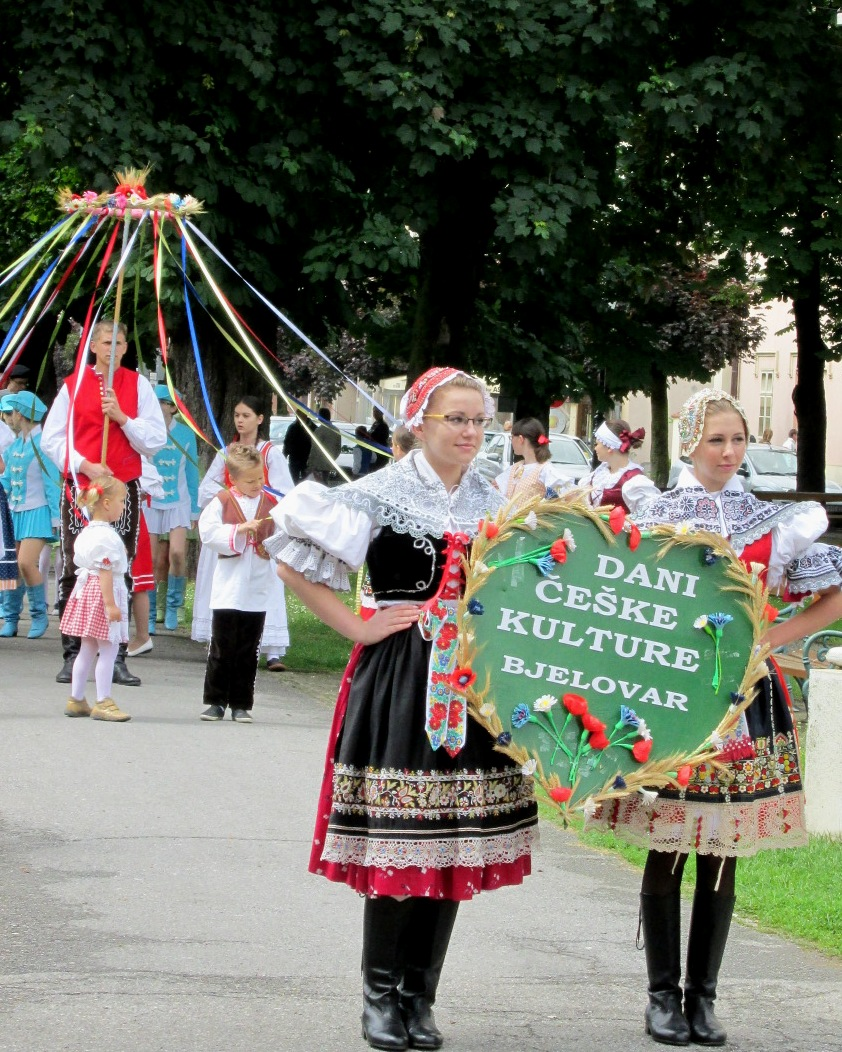
Dny české kultury v Bjelovaru v roce 2013.

Dny české kultury (chorvatsky: Dani češke kulture) je každoroční kulturní akce konaná v chorvatském městě Bjelovar s cílem propagace české kultury. Festival se koná od roku 2005 pravidelně většinou na začátku května.
Hlavními sponzory akce jsou město Bjelovar, Bjelovarsko-bilogorská župa a Savez Čeha u Republici Hrvatskoj.
V době, kdy akce probíhá, jsou výlohy bjelovarských obchodů zdobeny českými kroji, českým sklem, nádobím a dalšími předměty, které byly používány v domácnostech původních českých Chorvatů.